# 아이소프렌
아이소프렌(영어: isoprene) 또는 2-메틸-1,3-뷰타다이엔(영어: 2-methyl-1,3-butadiene)은 화학식이 CH2=C(CH3)−CH=CH2인 일반적인 유기 화합물이다. 아이소프렌의 순수한 형태는 무색의 휘발성 액체이다. 아이소프렌은 불포화 탄화수소이다. 아이소프렌은 많은 식물과 동물(인간 포함)에 의해 생성되며, 아이소프렌의 중합체는 천연 고무의 주성분이다. 1960년에 찰스 그레빌 윌리엄스(Charles Greville Williams)는 천연 고무의 열분해를 통해 아이소프렌을 얻었고, 이를 명명했다. 윌리엄스는 아이소프렌의 실험식이 C5H8이라는 것을 정확하게 추론해냈다.

## 자연적인 생성
아이소프렌은 많은 종류의 나무에서 생성(주요 생산자는 참나무속, 사시나무속, 유칼립투스속 식물 및 일부 콩과 식물이다)되고 방출된다. 식물에 의한 연간 아이소프렌의 배출량은 약 6억 미터톤이며, 이 중 절반은 열대 활엽수로부터, 나머지는 주로 관목으로부터 배출된다. 이는 메테인의 배출량과 거의 같으며, 대기로 방출되는 전체 탄화수소의 약 1/3을 차지한다. 낙엽수림에서 아이소프렌은 탄화수소 배출량의 약 80%를 차지한다. 나무에 비해 투입량은 적지만, 조류도 아이소프렌을 생산한다.

### 식물
아이소프렌은 식물의 엽록체에서 비메발론산 경로(MEP 경로 또는 메틸에리트리톨 4-인산 경로)를 통해 생성된다. 비메발론산 경로의 두 가지 최종 생성물 중 하나인 다이메틸알릴 피로인산(DMAPP)는 아이소프렌 생성효소에 의해 아이소프렌과 피로인산으로 분해된다. 포스미도마이신과 같은 비메발론산 경로를 차단하는 저해제는 아이소프렌의 생성을 차단한다. 아이소프렌의 방출은 온도에 따라 급격히 증가하고 약 40 °C에서 최대가 된다. 이것은 아이소프렌이 식물을 열 스트레스로부터 보호할 수 있다는 가설로 이어졌다. 아이소프렌의 방출은 일부 세균에서도 관찰되며 이는 다이메틸알릴 피로인산(DMAPP)의 비효소적인 분해에서 비롯된 것으로 생각된다.

#### 조절
식물의 아이소프렌 방출은 기질(다이메틸알릴 피로인산)의 가용성과 효소(아이소프렌 생성효소) 활성에 의해 조절된다. 특히 아이소프렌 방출의 빛, CO2, O2 의존성은 기질의 가용성에 의해 조절되는 반면 아이소프렌의 방출의 온도 의존성은 기질 수준과 효소 활성 둘 다에 의해 조절된다.

### 기타 생물
아이소프렌은 사람의 날숨에서 측정할 수 있는 가장 풍부한 탄화수소이다. 인체에서 아이소프렌의 추정 생산률은 0.15 µmol/(kg·h)로 체중이 70 kg인 사람이 하루에 약 17 mg/일을 생산하는 것에 해당한다. 아이소프렌은 많은 식품에서 낮은 농도로 존재한다. 방선균과 같은 많은 종의 토양 세균 및 해양 세균은 아이소프렌을 분해하고 이를 에너지원으로 사용할 수 있다.
|  |

## 생물학적 역할
아이소프렌의 방출은 나무가 비생물학적 스트레스와 싸우는 데 사용하는 메커니즘으로 보인다. 특히 아이소프렌은 중간 정도의 열 스트레스(약 40 °C)로부터 식물을 보호하는 것으로 나타났다. 또한 아이소프렌은 잎 온도의 큰 변동으로부터 식물을 보호할 수 있다. 아이소프렌은 열 스트레스에 반응하여 세포막에 통합되어 세포막을 안정화시키는 데 도움을 준다.
아이소프렌은 또한 활성 산소에 대한 저항성을 부여한다. 아이소프렌을 방출하는 식물에서 배출되는 아이소프렌의 양은 잎의 질량, 잎의 면적, 빛(특히 광합성 유효방사) 및 잎의 온도에 따라 달라진다. 따라서 밤에는 나무 잎에서 아이소프렌이 거의 배출되지 않는 반면, 덥고 맑은 날에는 많은 참나무 종에서 최대 25 μg/(g 건조 잎 중량)/h에까지 이르는 것으로 보인다.

### 아이소프레노이드
아이소프렌 골격은 테르펜이라고 불리는 천연 생성 화합물에서 찾아볼 수 있지만 아이소프렌 자체에서 생성되는 것은 아니다. 대신 생물학적 시스템에서 아이소프렌 단위의 전구체는 다이메틸알릴 피로인산(DMAPP)과 그 이성질체인 아이소펜테닐 피로인산(IPP)이다. 아이소프렌의 복수형은 종종 테르펜을 지칭하는 데 일반적으로 사용된다.
아이소프레노이드의 예로는 카로틴, 피톨, 레티놀(비타민 A), 토코페롤(비타민 E), 돌리콜, 스쿠알렌이 있다. 헴 A는 아이소프레노이드 꼬리를 가지고 있으며, 동물에서 스테롤의 전구체인 라노스테롤은 스쿠알렌과 아이소프렌으로부터 유도된다. 생물학적 시스템에서 기능성 아이소프렌 단위는 다이메틸알릴 피로인산(DMAPP) 및 그 이성질체인 아이소펜테닐 피로인산(IPP)이며, 카로티노이드, 퀴논, 라노스테롤 유도체(예: 스테로이드) 및 특정 화합물의 프레닐 사슬(예: 엽록소의 피톨 사슬)과 같은 자연에서 생성되는 아이소프레노이드의 생합성에 사용된다. 아이소프렌은 많은 고세균들의 세포막의 단일층에 사용되며, 다이글리세롤 테트라에터 머리 그룹 사이의 공간을 채운다. 이것은 많은 고세균들이 발견되는 가혹한 환경에 대응할 수 있는 구조적 저항성을 증대시키는 것으로 생각된다.
마찬가지로 천연 고무는 매우 높은 분자량을 가지는 선형 폴리아이소프렌 사슬과 기타 천연 분자들로 구성된다.
|  |

## 에어로졸에 대한 영향
방출된 아이소프렌은 수명이 짧은 자유 라디칼(하이드록실 라디칼과 같은) 및 오존에 의해 알데하이드, 하이드로과산화물, 유기 질산염 및 에폭사이드와 같은 다양한 화학종으로 전환되며 이는 물방울로 혼합되어 에어로졸과 연무를 생성하는 데 도움을 준다.
대부분의 전문가들은 아이소프렌의 방출이 에어로졸의 형성에 영향을 미친다는 것을 인정하지만, 아이소프렌이 에어로졸의 형성을 증가시키거나 감소시키는 지에 대한 여부에는 논쟁의 여지가 있다. 아이소프렌이 대기에 미치는 두 번째 주요 영향은 산화 질소(NOx)가 존재할 때 많은 국가에서 주요 대기 오염 물질 중 하나인 대류권 오존의 형성에 기여한다는 것이다. 아이소프렌 자체는 천연 식물 생성물이기 때문에 일반적으로 오염 물질로 간주되지 않는다. 대류권 오존의 형성은 거의 전적으로 산업 활동에서 배출되는 높은 수준의 NOx가 존재할 때만 가능하다. 아이소프렌은 낮은 수준의 NOx에서 반대의 효과를 나타내며 오존의 형성을 억제할 수 있다.

## 산업적 생산
아이소프렌은 에틸렌 생산의 부산물로서 나프타 또는 석유의 열분해의 부산물로 산업적으로 쉽게 얻을 수 있다. 연간 약 80만톤이 생산된다. 아이소프렌 생산의 약 95%는 천연 고무의 합성 버전인 시스-1,4-폴리아이소프렌을 생산하는 데 사용된다.
천연 고무는 주로 분자량이 100,000~1,000,000 g/mol인 폴리-시스-아이소프렌으로 구성된다. 일반적으로 천연 고무는 단백질, 지방산, 수지 및 무기 물질과 같은 다른 물질들을 몇 퍼센트 포함하고 있다. 구타페르카라고 불리는 일부 천연 고무 공급원은 유사하지만 동일하지는 않은 구조 이성질체인 트랜스-1,4-폴리아이소프렌으로 구성된다.

## 같이 보기
- 천연 고무
- 네오프렌
- 아이소프레노이드

## 더 읽을거리
- Merck Index: an encyclopedia of chemicals, drugs, and biologicals, Susan Budavari (ed.), 11th Edition, Rahway, NJ : Merck, 1989, ISBN 0-911910-28-X
- Bekkedahl, Norman; Wood, Lawrence A.; Wojciechowski, Mieczyslaw (1936). “Some physical properties of isoprene”. 《Journal of Research of the National Bureau of Standards》 17 (6): 883. doi:10.6028/jres.017.052.
- Poisson, Nathalie; Kanakidou, Maria; Crutzen, Paul J. (2000). “Impact of Non-Methane Hydrocarbons on Tropospheric Chemistry and the Oxidizing Power of the Global Troposphere: 3-Dimensional Modelling Results”. 《Journal of Atmospheric Chemistry》 36 (2): 157–230. doi:10.1023/A:1006300616544. S2CID 94217044.
- Claeys, M.; Graham, B.; Vas, G.; Wang, W.; Vermeylen, R.; Pashynska, V.; Cafmeyer, J.; Guyon, P.; Andreae, M. O.; Artaxo, P.; Maenhaut, W. (2004). “Formation of Secondary Organic Aerosols Through Photooxidation of Isoprene”. 《Science》 303 (5661): 1173–1176. doi:10.1126/science.1092805. PMID 14976309. S2CID 19268599.
- Pier, P. A.; McDuffie, C. (1997). “Seasonal isoprene emission rates and model comparisons using whole-tree emissions from white oak”. 《Journal of Geophysical Research: Atmospheres》 102: 23963–23971. doi:10.1029/96JD03786.
- Pöschl, Ulrich; von Kuhlmann, Rolf; Poisson, Nathalie; Crutzen, Paul J. (2000). “Development and Intercomparison of Condensed Isoprene Oxidation Mechanisms for Global Atmospheric Modeling”. 《Journal of Atmospheric Chemistry》 37: 29–52. doi:10.1023/A:1006391009798. S2CID 93419825.
- Monson, Russell K.; Holland, Elisabeth A. (2001). “Biospheric Trace Gas Fluxes and Their Control over Tropospheric Chemistry”. 《Annual Review of Ecology and Systematics》 32: 547–576. doi:10.1146/annurev.ecolsys.32.081501.114136.